# Pterotaea agnesae
Pterotaea agnesae är en fjärilsart som beskrevs av Frederick H. Rindge 1959. Pterotaea agnesae ingår i släktet Pterotaea och familjen mätare. Inga underarter finns listade.